# P.L.U.C.K.
P.L.U.CK (Politically Lying, Unholy, Cowardly Killers) er den 13. sang på System of a Downs første album. Musikken er komponeret af Daron Malakian og lyrikken skrevet af Serj Tankian. Sangen eksisterer også på deres første demo (Demo 1) fra 1995 med en anden lyrik. 
Alle bandets medlemmer har armenske rødder og sangen er dedikeret til de 1,5 millioner armenere, der blev offer for det armenske folkedrab.
| Musik | Spire Denne musikartikel er en spire som bør udbygges. Du er velkommen til at hjælpe Wikipedia ved at udvide den. |